# Pădureni (Victor Vlad Delamarina), Timiș
Pădureni este un sat în comuna Victor Vlad Delamarina din județul Timiș, Banat, România.
După Primul Război Mondial, pe la sfârșitul anului 1918, în părțile Banatului a venit un moșier ucrainean, foarte bogat, pe nume Husar, un fost comandant al călăreților, despre care se spune ca ar fi avut în jur de șase moșii mari. După stabilirea moșierului pe teritoriul viitorului sat Pădureni sau Husarka pe ucraineană, numele satului provenind chiar de la moșier, se știe că au început să sosească și alte familii din Zacarpatica, din Ucraina, dintr-o colonie numită Studene, pentru ca începând cu 1935 acest teritoriu să fie declarat o colonie ruteană. 
Astăzi, în cadrul comunei Victor Vlad Delamarina, la cca. 12 km de orașul Lugoj se află localitatea ucraineană Pădureni, numită și Husarka pe teritoriul căruia s-au așezat ucrainenii acum cca. 80 de ani în urmă.
Cei care se stabileau aici primeau câte o bucată de pământ în jurul moșiei boierului, pe care să o lucreze spre a-și asigura traiul și spre a-și ridica acoperiș deasupra capului. De asemenea și școala s-a construit dintr-o veche magazie care a fost tot o proprietate a moșierului Husar. La început un învățător preda la 7 clase, fiind singurul, pe nume Armigloi Vasile din Târgu Jiu, comuna Ciaur.
	Odată strămutați în aceste părți, ucrainenii, deși la început li s-a interzis să vorbească pe limba ucraineană, ei nu și-au uitat credința, obiceiurile, specificul ucrainean, aducând cu sine cărți de cult, icoane, nelipsita Psaltire.
	Ucrainenii de aici și-au făcut la început o biserică de lemn, nu se știe exact momentul construirii acesteia, dar există o consemnare în cărțile de cult potrivit căreia la 1920 deja s-a slujit în Biserică, desigur oamenii știind să citească pe slavonă. 
Această Biserică de lemn a fost înlocuită cu o Biserică nouă, din cărămidă datorită meșterilor constructori ai familiei Teslevici, pe la 1975 – 1976, cu hramul Acoperământul Maicii Domnului (desigur, pe rit vechi). Tot din anul 1976 datează și pictura ce există și azi.
În biserica creștină ortodoxă de la Pădureni, credincioșii se roagă în limba ucraineană și cea slavonă – bisericească, neavând angajați nici un cântăreț, aceștia prestând voluntar și cu jertfă, iar cântarea se face în comun.

## Personalități
- Adalbert Boroș (1908 - 2003), cleric romano-catolic